# Ferman
Ferman (turško ferman iz perzijskega فرمان, farmân, kar pomeni odločba ali ukaz) je uredba, odločba, pooblastilo ali uradno dovoljenje suverena (vladarja) v nekaterih islamskih državah, na primer v Osmanskem cesarstvu, Mogulskem imperiju in Iranu med vladanjem šaha Mohameda Reze Pahlavija. Fermane je podpisoval vladar sam ali njegov minister.

## Fermani v Osmanskem cesarstvu
V Osmanskem cesarstvu je sultanova oblast izvirala iz njegove vloge čuvaja Šerijata (turško: Şeriat ), verskih zakonov, ki temeljijo na Božji besedi. Šerijat seveda ni pokrival vseh aspektov osmanskega socialnega in političnega življenja, zato je odnose, status, dolžnosti in celo oblačila aristokracije in podložnikov urejal sultan s fermani. Fermani so se zbirali v kanunih, ki so bili nekakšni zakoniki.
Vsebina fermanov je bila raznovrstna. Sultan Murat I. (1359–1389) je na primer z enim od svojih fermanov priznal položaje, ki jih je podelil njegov oče Orhan I. (1326-1359). Samostanom je dovolil obdržati vse premoženje, ki so ga imeli med vladanjem njegovega očeta, in ukazal, da jih nihče ne sme preganjati ali si prilastiti njihove zemlje. Ferman hrani samostan sv. Pavla. 
V fermanu sultana Mehmeda IV. (1648-1687) so menihi z Atosa poročali, da so državni pobiralci davkov prišli kasneje, kot bi morali, in zahtevali več denarja, kot je bilo določeno. Menihi so tudi trdili, da je zahteva po dodatni dobavi hrane nezakonita.

## Zgodovinsko pomembni fermani
- 1478: Reformistični ferman Mehmeda II. Osvajalca, s katerim potrjuje versko svobodo katoliške duhovščine v Bosni.
- 1727: Ibrahim Müteferriká dobi dovoljenje sultana Ahmeda III. (1703–1730) za ustanovitev tiskarne v Istanbulu. Do tedaj je bila za tiskanje knjig zagrožena smrtna kazen.
- 1811: Guverner otoka Égina (grško: Αίγινα) blizu Aten dovoli arhitektoma C.R.Cockerellu in C.H. von Hallersteinu izvoz skulptur s pročelja Ateninega templja v Afaji, ki so bile v lasti lokalnega posestnika. Skulpture so preko Aten in Zanteja prepeljali na Malto, kjer jih je kupil agent za umetnost bavarskega kronskega princa Ludwiga. Od leta 1812 so na ogled v Münchenski glipoteki.
- 1826: Sultan Mahmud II. (1808–1839) ukaže razpustitev vseh janičarskih enot v Osmanskem cesarstvu.
- 28. avgust 1840: egiptovski guverner Mohamed Ali Paša potrdi nedolžnost Judov, obtoženih obrednih umorov v Damasku.
- 5. januar 1856: turški sultan Abdul Medžid I. (1839–1861) podeli koncesijo za gradnjo Sueškega prekopa in dovoli ustanovitev pripadajoče delniške družbe.
- 1867: Sultan Abdulaziz s fermanom preda mesto Beograd Srbiji.
- 8. junij 1873: Egipt, ki mu vlada khediva Ismail Paša, postane skoraj v celoti neodvisen.
- 1880: nemški arheologi dobijo dovoljenje za izkopavanja v Pergamonu.